# گروه ریس
گروه ریس (انگلیسی: Reece Group) شرکت خرده‌فروشی استرالیایی است، که در سال ۱۹۲۰ تأسیس شد.